# Rim Runners
『Rim Runners』（リムランナーズ）は、フォグが2005年1月27日に発売したPlayStation 2用ソフト。

## 概要
宇宙船の飛び交う銀河を舞台とした、フォグ初のSF作品。企画の発案はグラフィックチームからであり、「絵をこう見せたい」というアプローチから始まった作品である。そのため画面演出に関して多くの挑戦がなされている。背景や宇宙船をポリゴンによる3Dで、キャラクターを2DのCGで描いており、両者の「いいとこ取り」で成り立っているほか、カットインや吹き出しによるセリフ表示など、漫画的な表現も取り入れている。また作品の雰囲気に合わせて、フォグの過去作『久遠の絆』や『MISSING PARTS the TANTEI STORIES』よりもキャラクターの頭身が下がっており、女性陣の露出度が上がっている。
タイトルになっている「リムランナーズ」とは、主人公たち宇宙の運送業者のことである。ゲームソフトのパッケージ裏ではあたかも自称のように扱われているが、劇中では「宇宙の辺境を走り回る連中」といった感じの蔑称であり、自ら名乗ることはない。自称として用いられるのは「スターランナー」である。
本作の初回版にはトレーディングカードが3枚封入されていた。

## ストーリー
主人公・レックスは辺境の惑星から広い宇宙へと飛び出すことを夢見ていた。きっかけを求めて宇宙船の草レースに出場したものの、結果は惜敗。しかし観戦していた星間輸送業者のアリシアにその腕を見込まれ、貨物船のパイロットに採用される。
会社は借金だらけで船は旧式。しかしレックスの冒険はここから始まるのであった。

## ライブコマンド
本作を特徴づける、宇宙船の操縦シーン。この中ではセーブやロードはできなくなり、時間制限のある選択肢が連続して出現する。選択を誤るか時間切れになると、船が損傷を受けて仕事の報酬が減るか、あるいはゲームオーバーになる。

## 登場人物

### ジャックポット号クルー
レックス・ラインスター（名前は変更可能）
主人公の青年。20歳。ライトニングエクスプレス（LE）社の新人パイロット。お人よしの熱血漢である。しばしば運転が乱暴と言われもするが技術は高く、初仕事で実力を示してジャックポット（JP）号の操縦権を認められた。
草レース時代の愛機のシューティングスター号は父の形見であり、レックスは後に再びその操縦桿を握ることになる。
ステラ・ハミルトン
17歳。LE社の社長にしてJP号の船長。亡き父の跡を継いで現在の地位に就いた。最高責任者としては未熟で感情的になりやすいが、心優しい少女。
アリシア・シルヴァーバーグ
28歳。LE社専務、JP号副船長・航宙士。思いやりのある女性だが、立場上しばしば他のクルーを厳しく叱責する。
エリック・マーティン
25歳。LE社営業主任、JP号パイロット。軟派な優男だが、なぜか一癖ある女性としか縁がない。
ハルカ・ホズミ
15歳。JP号通信士・技術主任。コンピュータの天才だが、子供っぽさが抜けない少女。
ロデリック・ホールドマン
通称ロッド。50歳。LE社常務、JP号機関士。腕は確かだが気が短く、ギャンブルでは勝ったためしがない。
カレン・ブラッドベリ
23歳。JP号の船荷係・警備主任。男勝りの怪力の持ち主。ビールが好き。
クラリッサ・シモンズ
通称クリス。14歳。惑星エデンで何者かに追われているところをレックスたちに救われ、そのままJP号の臨時雑用係となった。おっとりしているが芯は強い。

### その他の登場人物
エレノア・アンダーソン
17歳。輸送業の大手、ユニバーサルトランスポート社の社長。ステラとは幼なじみだが、会うたびに喧嘩している。
ジェイムズ・クラーク
60歳。エレノアの秘書。彼女とは常に行動をともにし、公私両面で支えとなっている。
ディーン・イェーガー
29歳。宇宙船レースのチャンピオン。挑戦してきたレックスを破るが、彼に目をかけており、さまざまな助言を贈る。
ソフィア・ローランド
28歳。妖艶な雰囲気の運び屋で、まっとうな仕事ばかりを扱うわけではないらしい。エリックがお気に入り。
シャルロット・ワイズ
28歳。星域警察の警部。スターランナーを目の敵にしており、何かにつけて厳しい取り締まりを行ってくる。
ジャド・ボーンズ
35歳。凶悪な宇宙海賊スティンガーの頭目。金品の強奪よりも破壊行為そのものを楽しんでいる。

## スタッフ
- キャラクターデザイン : 岸上大策
- メカニックデザイン : 山頬裕之
- シナリオ : 北川直、西ノ宮勇希、久保武志
- 音楽 : 風水嵯峨
- プロデューサー : 宗清紀之